# Мартинс, Энеиас
Энеиас Мартинс (порт. Eneias Martins, 1872, Камета, Бразилия — 2 июля 1919, Рио-де-Жанейро, Бразилия) — бразильский юрист и государственный деятель, и. о. министра иностранных дел Бразилии (1912).

## Биография
Родился в простой семье, его мать была учительницей. В 1893 г. окончил юридический факультете Федерального университета Пернамбуку. По конкурсу был назначен профессором истории того же университета.
С 1894 по 1896 г. являлся депутатом имперского парламента от муниципалитетеа Белен и Федеральной демократической республиканской партии.. В 1895 г. основал одну из крупнейших газет в северном регионе A Folha do Norte («Северный листок»). Основной целью газеты была провозглашена борьба за политическое и социальное развитие региона и защита идей Федеральной демократической республиканской партии. Повторно избирался в пардамент (1897—1899 и 1903—1905).
Его выступление в парламенте в поддержку ратификации Петрополисского соглашения о демаркации границы с Боливией (1903) было высокого оценено министром иностранных дел Жозе Параньосом. Вскоре он был назначен на должности посла Бразилии в Колумбии, затем — в Перу и Португалии. Однако в последнюю должность он не успел вступить, поскольку в связи с тяжелой болезнью главы внешнеполитического ведомства был назначен заместителем министра иностранных дел.
С 10 по 14 февраля 1912 г. исполнял обязанности министра иностранных дел в правительстве Эрмес да Фонсеки.
В 1913—1916 гг. — губернатор штата Пара, был смещен в результате военного переворота. С января 1917 г. жил в Рио-де-Жанейро.